# Ламповый звук

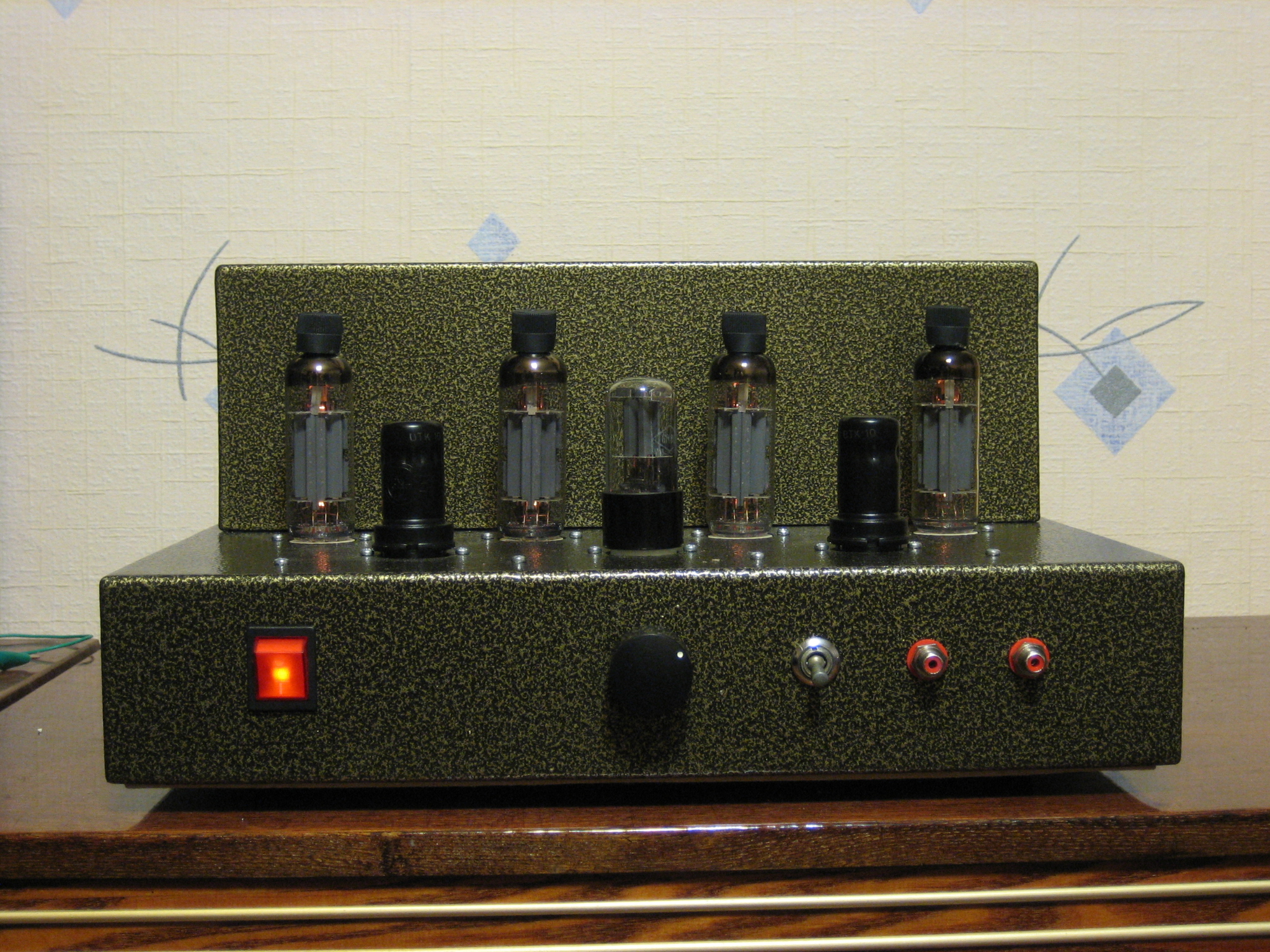
Ламповый УНЧ любительской постройки

«Ламповый звук» — термин, возникший во второй половине XX века в среде любителей качественного звука и музыкантов для обозначения отличий в звучании музыки, прошедшей усилительный тракт, выполненный на электронных лампах, от музыки, записанной или воспроизведённой с помощью усилителей на транзисторах. Популярность противопоставления «тёплого», «мягкого», «комфортного» лампового звука и «бесстрастного, мониторного» звучания «твердотельного» (жарг. «каменного», от кремниевый) усилителя разные исследователи приписывают смеси (в разной степени) эмоциональных, технических и коммерческих причин.

## Применение радиоламп в звукотехнике
Выделяются три слабопересекающиеся и мало влияющие друг на друга области применения радиоламп в записи и воспроизведении музыки.
- предусилители в музыкальных инструментах, особенно электрогитарах;
- преобразователи звука в студиях звукозаписи;
- дорогостоящее воспроизводящее оборудование для аудиофилов/меломанов.

Во всех трёх областях в конце XX века наблюдался быстрый рост применения ламп. Эффекты от применения ламп в разных областях отличаются; объединяет все три применения по сути лишь использование однотипных ламп и схемотехнических приёмов.

### Гитарные усилители
Исследователи единодушны в том, что ламповые усилители, используемые с электрогитарами, вносят в звук специфические искажения — а музыкантам и любителям музыки эти искажения нравятся, ламповый звук описывается как «округлённый» и «пробивной», а транзисторный — как «тонкий», «пустой», «металлический». 

Называются несколько причин такого предпочтения:
- гитарные усилители часто используются для того, чтобы существенно изменить звук гитары, и потому являются по сути частью инструмента. Достоверность воспроизведения звука в таком случае бессмысленна, и оценка качества может производиться лишь субъективно[1];
- использование ламповых усилителей во время становления рок-музыки в 1950—1960-х годах привело к тому, что искажения, создаваемые простейшими ламповыми усилителями без обратной связи, стали стандартом звучания для электрогитар[1];
- поведение лампового усилителя при насыщении создаёт эффект медного духового инструмента[1][3];
- слабое регулирование источника питания в ламповых усилителях вызывает эффект «касания»: при усилении звука напряжение питания падает с небольшим ослаблением громкости[4];
- особенности сжатия амплитуды сигнала при использовании лампового усилителя, возможно, влияют также на акустическую обратную связь между динамиками и струнами гитары в концертной обстановке[1].

Эти причины заставляют конструкторов твердотельных (транзисторных) гитарных усилителей имитировать особенности ламповых усилителей, изготовители пытаются это делать в течение десятилетий — с переменным успехом, так как многие музыканты предпочитают настоящие радиолампы. 
Эрик Барбур объясняет разницу в звуке британского и американского рока разницей в усилителях: на заре британского рока, в 1962 году, Джим Маршалл сконструировал в Лондоне свой собственный гитарный усилитель, использовавший дешёвые и маломощные лампы. Из-за высокой перегрузки звук усилителя был «хрустящим», что и стало классическим звучанием английского рока. В США популярным производителем был «Фендер», профессиональные модели которого характеризовались «звенящим» звуком и сильными компрессионными эффектами из-за использования в источнике питания лампового выпрямителя и связанной с этим слабой зарегулированности напряжения питания.
Звучание бас-гитары не улучшается от внесения искажений, потому усилители для бас-гитар быстро перешли на транзисторы, хотя интерес к ламповым версиям вновь возник в 1990-е годы.
Рынок гитарных усилителей по состоянию на конец XX века потреблял около трёх четвертей производимых ламп.

### Студийное оборудование
В студиях звукозаписи ламповые схемы чаще всего применяются для усиления сигналов в конденсаторных микрофонах для записи голоса. Лампы в этой ситуации имеют два преимущества:
- крайне высокое входное сопротивление позволяет снизить искажения в самом микрофоне;
- широкий динамический диапазон и мягкое насыщение уменьшают искажения в случаях, когда громкость голоса певца в пике превышает ожидаемый уровень.

С 1985 года стали вновь пользоваться спросом среди инженеров в студиях звукозаписи и традиционные ламповые усилители, при этом особую популярность приобрело оборудование прошлых лет (1949 — 1970-х годов). Эрик Барбур объясняет это особенностями искажений тех усилителей, создающими эффект «мягкого» звука; в более современных ламповых усилителях эти особенности проявляются меньше и потому они звучат ближе к «жёстким» транзисторным.

### Аппаратура Hi-End
Ламповые усилители нашли нишу на рынке Hi-End — высококачественной (и очень дорогой) аппаратуры звуковоспроизведения, рассчитанной на любителей и ценителей качественной звукозаписи. Как и предыдущие две области применения, эту отличает наличие коммерчески значимого количества людей, предпочитающих ламповый звук транзисторному, или из-за особенностей звуковосприятия, или вследствие привычки (Эрик Барбур отмечает, что возраст большинства аудиофилов — 30–50 лет в конце XX века — означает, что они в детстве росли под звук рок-гитар).
Роль ламп в этой области вызывает наибольшие споры: «„ламповый звук“ — это устойчивый миф, в который каждый вкладывает своё собственное понимание» (А. Гриф).
Некоторые исследователи рассматривают популярность лампового звука как чисто культурный феномен. Так, культуролог Владислав Софронов-Антомони сводит популярность радиоламп среди аудиофилов к сформировавшемуся обществу потребления и связанному с избытком потребления убеждению, что существуют технические устройства для записи и воспроизведения музыки, которые обладают «нечто», неким Иксом, который делает их способным донести до слушателя «волшебство» (Икс) музыки (в ту же категорию Софронов-Антомони относит и растущую на рубеже XX—XXI веков популярность виниловых грампластинок). 
Близкую позицию занимает Л. Ганкин, который упоминая использование «тёплого лампового звука» как интернет-мема, подобно пледу, символизирующему уют, и сравнимого со стремлением человека к неидеальности и хрупкости, которые в избытке демонстрируются теми же грампластинками.
С другой стороны, предлагаются чисто технические объяснения предпочтению усилителей на лампах, от откровенно псевдонаучных («Электроны, летящие в вакууме, движутся несколько иначе, чем электроны, протекающие в переходах транзистора. Этим объясняется мягкость звучания ламповых усилителей») до серьёзных исследований в рецензируемых технических журналах, которые поясняют, почему неаккуратно сконструированный усилитель на транзисторах будет порождать заметные на слух искажения (см. следующий раздел).

## Особенности лампового звука
Обсуждение отличий лампового звука от транзисторного — это область дискуссий, которая как «на заказ» приспособлена для горячих споров. Музыка создаётся и прослушивается людьми, а функционирование нелинейных систем в цепочке «ухо-мозг» наукой изучено очень слабо. Объективные измерения искажений с помощью приборов потому не очень полезны — ведь особенности человеческого восприятия приводят к тому, что некоторые типы искажений неприятны в малых количествах, а другие не вызывают раздражения при высоких уровнях. Определённые искажения могут даже восприниматься положительно: «Когда кто-нибудь говорит, что у этого гитарного усилителя большой и толстый звук, то частично это связано с насыщением выходного трансформатора».
Отала и Лейнонен отмечают, что в ситуации, когда ламповый и транзисторный усилители согласно формальным измерениям не отличаются до уровней, нечувствительных для человеческого слуха — но различия всё-таки слышны — возможны лишь комбинация из двух ответов:
1. традиционные (на 1977 год) измерения усилителей до некоторой степени не отражали особенностей, важных для звуковосприятия;
2. стандартные методы измерения усилителей не улавливали существенных искажений.

### Эксперименты Хэмма
Исследователи проявили интерес к феномену лампового звука уже в начале 1970-х годов. Одна из ранних работ была выполнена в 1972 году Расселом Хэммом. Хэмм постулировал, что:
- «тонкую» разницу между транзисторным и ламповым звуком может уловить «каждый», если «слушать внимательно». При этом некоторые люди смогут описать разницу словами, а некоторые — лишь высказать предпочтение (в пользу лампового звука);
- искажения нужно измерять на слух с помощью экспертов-музыкантов и звукооператоров, а не через замеры инженеров-схемотехников;
- обнаружить существенную разницу удалось лишь в двух случаях: предусилители и выходные каскады. В обоих случаях электроника в этом месте сопряжена с механическими устройствами;
- в практике студий звукозаписи при использовании твёрдотельного предусилителя применялся резистивный аттенюатор входного сигнала. При тех же микрофоне и допустимом диапазоне входного сигнала в случае лампового предусилителя аттенюаторы не применялись. Хэмм потому сделал вывод, что усилители на практике перегружаются и изучать следует поведение усилителей в случае перегрузки.

В эксперименте Хэмм предложил неформальной группе студийных инженеров прослушать один и тот же звук, улавливаемый одним и тем же микрофоном, но проходящий через три переключаемых исследователем усилителя (на лампах, транзисторах и операционных усилителях) и с разными уровнями ослабления сигнала микрофона. Обнаружилось, что все три усилителя неотличимы на слух, пока уровень входного сигнала находится в допустимых границах. Однако, поведение усилителей при перегрузке (наблюдаемой на практике), сильно различалось:
- искажения, вносимые ламповым усилителем, не были заметны на слух до уровня входного сигнала, превышающего допустимый уровень на 20 децибел;
- в случае транзисторного усилителя искажения были слышны при превышении на 10 децибел;
- предусилитель на операционных усилителях демонстрировал искажения уже на уровне +5 децибел.

Хэмм связал полученные результаты с разным набором гармоник, порождаемых усилителями при перегрузке:
- вторая гармоника отстоит от основного тона на октаву и потому плохо слышна, однако создаёт ощущение «полноты» звука;
- третья гармоника — ощущение «покрытости», ограниченности звука;
- комбинация второй, третьей, четвёртой, пятой гармоник создаёт ощущение «медного», полного звука;
- нечётные гармоники более высокого порядка (седьмая и выше) музыкально не связаны с основным тоном и потому ухо чувствительно к ним, воспринимая их при этом также как показатель громкости (видимо, из-за того, что количество этих гармоник повышается, когда музыкальный инструмент играет громче).

Хэмм связал плохой результат твердотельных усилителей при перегрузках с повышенной генерацией ими высоких гармоник, которые человеческий слух воспринимает как искажения или просто шум. По Хэмму, особенности лампового усилителя приводят к тому, что он лучше работает в качестве импровизированного компрессора аудиосигнала в неизбежных на практике случаях перегрузки.

### Влияние обратной связи
У. Хоге в заметке 1974 года отмечает, что его анализ усилителей, звук которых музыканты описывали, как «транзисторный», всегда выявлял использование компонент с малым частотным диапазоном и, как следствие, большим уровнем обратной связи. Он указывает на работы М. Отала 1970 года, изучавшего динамические искажения, которые не обнаруживаются при анализе синусоидальных сигналов и предлагает правило: «используя компоненты с частотным диапазоном (без обратной связи) меньше, чем диапазон сигнала, вы попадёте в ловушку переходных интермодуляционных искажений».
Отала и Лейнонен напрямую связали ламповый звук с отсутствием или невысоким уровнем обратной связи в усилителях на лампах. По их замечанию, наличие выходного трансформатора в ламповых схемах и его сложная передаточная функция не позволяли использовать обратную связь с уровнем выше 20-30 дБ, но даже в этих случаях эксперты отмечали эффект «завесы», которая возникала в звуке при высоком уровне обратной связи. После появления транзисторных усилителей погоня за малым уровнем гармонических и интермодуляционных искажений привела к тому, что в продаже появились усилители с глубиной обратной связи до 60-100 дБ. Вывод исследователей: глубокая обратная связь (на уровне 60 дБ), внесённая в усилитель с целью получить бессмысленно низкий уровень гармонических искажений, приводит к очень сильным динамическим искажениям, которые могут перегрузить усилитель и породить гигантские искажения даже в случаях, когда уровень входного сигнала остаётся в формально допустимом диапазоне.
В конце 1970-х — начале 1980-х гг. ряд статей в журнале «Радио» также относил особенности транзисторного звука к наличию искажений динамических характеристик сигналов (особенно заметных при воспроизведении ударных и струнных инструментов — в виде выбросов на фронтах импульсных сигналов) и меньшему уровню интермодуляционных искажений в ламповых усилителях, который объяснялся отсутствием высших гармоник в спектре лампового усилителя.

## Сленг
В сленговом употребление словосочетание «тёплый ламповый звук», сокращаемое до «тёплый ламповый» или просто до «ламповый», стало обозначать «теплый, уютный, душевный, ностальгический» вне исходного контекста оценки звучания музыки. 
В англоязычных странах употребляется понятие «valve sound», от жарг. британского «valve». 

Также, в музыкальной среде, появился анекдот: «Вопрос: Сколько нужно будет гитаристов, если откроют новый источник света? Ответ: Сто. Один будет играть, а остальные 99 будут стоять рядом, вспоминать и спорить насколько хороши были старые лампы.»